# Bidzars hällristningar
Bidzars hällristningar är ett fornminne 20 km utanför staden Guider i Kamerun med mellan 3000 och 300 år gamla hällristningar. Platsen som för närvarande hotas av den lokala cement och marmortillverkningen är sedan 18 april 2006 uppsatt på Kameruns tentativa världsarvslista.

## Beskrivning av platsen
Bidzars hällristningar ligger nära byn Bidzar, på vägen Maroua-Garoua mot staden Guider. Ett område med marmorstenplattor sträcker sig kring byn omkring 2,5 km från norr till söder och en kilometer från öster till väster. Området har totalt omkring 500 ristade figurer. Marmorn är av kalkhaltig typ kallad cipolin; den har en ideal sammansättning för ristning, med lågt motstånd för friktion och bryts lätt. Figurer ristades i marmorn med en hammare och ett ristningsverktyg. Hällristningarna utgörs främst av geometriska figurer, bestående av cirklar, några isolerade och några i grupper. Man har spekulerat i att hällristningarna representerar koncept eller berättelser från myter eller en genomtänkt kosmogoni.

## Historia
Hällristningarnas ålder har visat sig svåra att fastställa. Radiometrisk datering har gett en mängd olika uppskattningar, med dateringar på allt mellan 300 och 3 000 år.
Hällristningsplatsen upptäcktes 1933 av en fransk forskare vid namn Buisson.

### Världsarvsstatus
På 1900-talet och 2000-talet, har den kalkhaltiga marmorn som hällristningarna är gjorda på börjat brytas för att användas vid ett närliggande cement och marmorbruk. Denna aktivitet hotar hällristningarna som fått provisoriskt skydd när den sattes upp på Kameruns tentativa världsarvslista den 18 april 2006.